# Cuerpo de Registradores de la Propiedad, Mercantiles y de Bienes Muebles de España
El Cuerpo de Registradores de la Propiedad, Mercantiles y de Bienes Muebles de España es un cuerpo de funcionarios públicos de la Administración General del Estado de España. 

## Naturaleza jurídica
Los registradores son funcionarios, dependientes del Ministerio de Justicia,  que llevan profesionalmente y bajo su responsabilidad el registro público de que sean titulares.
El Tribunal Constitucional en virtud de sentencia de 11 de mayo de 1989 señaló que: «los Registradores son profesionales ejercientes de funciones públicas, que forman parte del sistema organizativo y jerarquizado de la función pública estatal, teniendo el carácter de funcionarios públicos y profesionales del Derecho, unidos de manera indisoluble»
En este sentido el Tribunal Supremo, por sentencia de 24 de octubre de 2000, ha venido a remarcar de nuevo este doble aspecto, al establecer, que: «si bien el titular del Registro no se identifica de manera absoluta con la cualidad de funcionario, tampoco puede calificarse su actividad como estrictamente privada». 
En definitiva, se puede afirmar que la función registral supone un ejercicio profesional de funciones públicas en régimen de derecho privado.
Actualmente tienen a su cargo la llevanza de los siguientes registros:
- Registro de la Propiedad
- Registro Mercantil
- Registro de Bienes Muebles, que está integrado por las siguientes secciones:[5]
  1. Buques y Aeronaves
  2. Automóviles y otros Vehículos de Motor
  3. Maquinaria Industrial, establecimientos mercantiles y Bienes de equipo
  4. Garantías reales
  5. Otros bienes muebles registrables
  6. Registro de Condiciones Generales de la Contratación

## Funciones atribuidas
Entre sus múltiples funciones, destaca como principal la capacidad de: «calificar bajo su responsabilidad la legalidad de los documentos de toda clase en cuya virtud se solicite la inscripción así como la validez de los actos dispositivos contenidos en las escrituras públicas».
La calificación, como función jurídica que desempeña el registrador, supone examinar entre otros aspectos la legalidad de la forma extrínseca del documento; esto es, si el documento reviste la forma adecuada para la inscripción. Por ejemplo: el Registrador Mercantil denegará la inscripción de un documento privado de constitución de sociedad, ya que ésta debe revestir forma de escritura pública.
La función calificadora se extiende también al control de la capacidad y legitimación del que otorga el documento; es decir, que el que firma el documento sea la persona que tenga capacidad legal para firmar. Por ejemplo: el Registrador Mercantil denegará la inscripción de un documento firmado por el administrador de una sociedad cuyo cargo haya caducado.
Y por último, el control del contenido del acto dispositivo. O lo que es lo mismo, que el acuerdo adoptado sea válido y no vaya en contra de la Ley, la moral o las buenas costumbres.

## Ingreso al Cuerpo
Para ingresar en el Cuerpo de Registradores de la Propiedad, Bienes Muebles y Mercantiles será necesario formar parte del de Aspirantes, en el que se ingresará por oposición libre. Los opositores aprobados constituirán el Cuerpo de Aspirantes y serán nombrados Registradores efectivos con arreglo a lo dispuesto en el párrafo tercero del artículo 284 de la Ley hipotecaria. 
La convocatoria se hará cada 2 años, por Orden, que se publicará en el Boletín Oficial del Estado, para proveer 10 plazas más de las vacantes existentes y de las que resulten de las jubilaciones en los 2 años siguientes, descontando, en su caso, el número de aspirantes que falten por colocar, con un límite máximo de 50 plazas. Cuando falten cinco aspirantes para colocar, o en los casos en que concurran circunstancias excepcionales podrán convocarse oposiciones con cualquier número, si así lo exigiera el servicio público. Podrán convocarse oposiciones aunque no haya transcurrido el plazo de dos años, cuando existan 50 vacantes reservadas para el cuerpo de Aspirantes y no exista ningún aspirante por colocar.
Los que aspiren a realizar las pruebas selectivas para el ingreso en el Cuerpo de Registradores de la Propiedad, Bienes Muebles y Mercantiles, deben reunir, en la fecha que termine el plazo de presentación de las instancias, las condiciones siguientes:
- Ser español y mayor de edad.
- No encontrarse comprendido en ninguno de los casos que incapacitan o imposibilitan para el ejercicio del cargo de registrador.
- Poseer el título de Licenciado o Graduado en Derecho o tener aprobadas todas las asignaturas de la licenciatura.
- No haber sido separado del servicio de cualquiera de las Administraciones Públicas por resolución firme dictada como consecuencia de expediente disciplinario.[7]

Por lo tanto, carecen de aptitud para ingresar en el Cuerpo de Registradores:
- Los fallidos o concursados que no hayan obtenido rehabilitación.
- Los deudores al Estado o a fondos públicos, como segundos contribuyentes, o por alcance de cuentas.
- Los procesados criminalmente contra los que se haya dictado auto de prisión, mientras no haya quedado sin efecto.
- Los condenados a penas graves.

## Proceso de oposición libre
El tribunal o cada uno de los tribunales calificadores de la oposición estará compuesto por un Presidente, un Secretario y cinco Vocales. Será Presidente el director general de Seguridad y Fe Pública, o un Registrador o Notario adscrito a dicho centro, o el Decano u otro miembro de la Junta de Gobierno del Colegio de Registradores de la Propiedad y Mercantiles. Los Vocales serán: un Catedrático o Profesor titular de Universidad, en activo o excedente, de Derecho Civil,  Mercantil, Financiero y Tributario, Romano, Internacional Privado,  Procesal o Administrativo; un miembro de la Carrera Judicial con categoría de Magistrado perteneciente al orden jurisdiccional civil; un Notario; un Letrado del Consejo de Estado o un Abogado del Estado, y un Registrador.
Los ejercicios de las oposiciones serán cuatro.
1. El primero consistirá en contestar verbalmente y en el tiempo máximo de una hora, cinco temas sacados a la suerte de los comprendidos en el programa que se cite en la convocatoria de las siguientes materias: tres de Derecho Civil, Común y Foral (uno de cada parte en que se halla dividido el programa); uno de Derecho Mercantil, y uno de Derecho Administrativo o Procesal.
2. El segundo ejercicio consistirá en contestar verbalmente y en el tiempo máximo de una hora, cinco temas sacados a la suerte del mismo programa, de las siguientes materias: tres de Derecho Hipotecario (uno de cada parte en que se halla dividido el programa); uno de Derecho Fiscal, y otro de Derecho Notarial.
3. El tercer ejercicio consistirá en calificar un documento y en la redacción del informe en defensa de la nota, en el tiempo máximo de seis horas
4. El cuarto ejercicio consistirá en practicar, en el tiempo máximo de seis horas, las operaciones procedentes de liquidación y registro, hasta dejar inscrito o anotado un documento, o denegada o suspendida la inscripción o anotación.

En ambas pruebas orales la exposición se ajustará en su orden al establecido por el programa y los temas extraídos volverán a insacularse al finalizar aquélla
Los opositores, para la práctica de estos ejercicios escritos, no podrán consultar sino los textos legales no comentados que el tribunal les permita y que por sí mismos se proporcionen. Concluidos los ejercicios los opositores los firmarán y entregarán al miembro del tribunal que estuviere presente en sobre cerrado, también firmado por el opositor. El día que el tribunal designe los opositores deberán leer personalmente sus trabajos, previa apertura del sobre en presencia del tribunal.  
Los ejercicios no podrán suspenderse, una vez comenzados, por un plazo mayor de quince días naturales sino por causa justificada, aprobada por la Dirección General. 
Todos los ejercicios de la oposición serán eliminatorios.